# Mascapaicha
Mascapaicha (kecz., po hiszpańsku zwane również borla) – ceremonialne nakrycie głowy królów inkaskich (Sapa Inca) będące najważniejszym symbolem ich władzy. Mascapaicha sporządzana była dla każdego kolejnego władcy i przekazywana mu w uroczystym akcie koronacji w świątyni Coricancha w Cuzco. 
Insygnium stanowiło pewnego rodzaju opadającą na czoło frędzlę, połączoną z ilautu – wielobarwną, plecioną opaską, kilkakrotnie wiązaną dokoła głowy króla oraz zatkniętymi w ilautu dwoma piórami świętego ptaka Curiguingue (w polskiej literaturze transkrybowanego również jako Kurakenke). 
Wśród naukowców nie ma zgodności jakim gatunkiem było Curiguingue, najczęściej jednak przyjmuje się, iż był jakiś gatunek ptaka drapieżnego z rodziny sokołowatych o czarno-białym upierzeniu, bądź też niezwykle rzadki i płochliwy kwezal herbowy, posiadający długie na ok. 50 cm, wielobarwne pióra. Święty ptak Curiguingue otoczony był w państwie Inków specjalną ochroną, wierzono, iż na całym świecie żyje tylko jedna jego para. Za jego zabicie karano śmiercią. 
Po śmierci każdego kolejnego króla mascapaichą ozdabiano jego mumię, spoczywającą odtąd na złotym tronie w sanktuarium boga Inti w Coricanchy.
Następca tronu nosił żółtą frędzlę, a Inka czerwoną.